# 百町 (津島市)
百町（ひゃくちょう）は、愛知県津島市の地名。

## 地理
津島市東部に位置する。東は白浜町、西は中一色町、北は牛田町に接する。

## 歴史

### 町名の由来
『尾張国地名考』によれば、百町野の略という。

### 人口の変遷
国勢調査による人口および世帯数の推移。
| 1995年（平成7年）  | 385世帯 1498人 |  |
| 2000年（平成12年） | 409世帯 1466人 |  |
| 2005年（平成17年） | 401世帯 1385人 |  |
| 2010年（平成22年） | 418世帯 1288人 |  |
| 2015年（平成27年） | 401世帯 1155人 |  |

### 沿革
- 鎌倉時代には「一百丁」という地名がみられ、江戸時代には尾張国海東郡の尾張藩領佐屋代官所支配の百町村として所在[1]。
- 1889年（明治22年） - 百高村大字百町となる[1]。
- 1906年（明治39年） - 神守村大字百町となる[1]。
- 1955年（昭和30年）1月1日 - 津島市百町となる[1]。

## 交通
- 愛知県道中一色名古屋線[2]

## 施設
- 農業文化センター[2]
- 若宮八幡社[2]
- 真宗大谷派皆随寺[2]
- 臨済宗妙心寺派徳成寺[2]
- 曹洞宗十王寺[2]

### WEB
1. ↑  “愛知県津島市の町丁・字一覧”.   人口統計ラボ. 2023年3月12日閲覧。
2. ↑  総務省統計局 (2017年1月27日). “平成27年国勢調査の調査結果(e-Stat) - 男女別人口及び世帯数 －町丁・字等” (CSV). 2021年7月21日閲覧。
3. ↑  “愛知県津島市の郵便番号一覧”.   日本郵便. 2023年3月11日閲覧。
4. ↑  “市外局番の一覧” (PDF).   総務省 (2022年3月1日). 2022年3月22日閲覧。
5. ↑  総務省統計局 (2014年3月28日). “平成7年国勢調査の調査結果(e-Stat) - 男女別人口及び世帯数 －町丁・字等” (CSV). 2021年7月20日閲覧。
6. ↑  総務省統計局 (2014年5月30日). “平成12年国勢調査の調査結果(e-Stat) - 男女別人口及び世帯数 －町丁・字等” (CSV). 2021年7月20日閲覧。
7. ↑  総務省統計局 (2014年6月27日). “平成17年国勢調査の調査結果(e-Stat) - 男女別人口及び世帯数 －町丁・字等” (CSV). 2021年7月21日閲覧。
8. ↑  総務省統計局 (2012年1月20日). “平成22年国勢調査の調査結果(e-Stat) - 男女別人口及び世帯数 －町丁・字等” (CSV). 2021年7月21日閲覧。
9. ↑  総務省統計局 (2017年1月27日). “平成27年国勢調査の調査結果(e-Stat) - 男女別人口及び世帯数 －町丁・字等” (CSV). 2021年7月21日閲覧。

### 書籍
1. 1 2 3 4 5 6  「角川日本地名大辞典」編纂委員会 1989, p. 1138.
2. 1 2 3 4 5 6 7 8  「角川日本地名大辞典」編纂委員会 1989, p. 1728.